# Jednokierunkowa sieć neuronowa

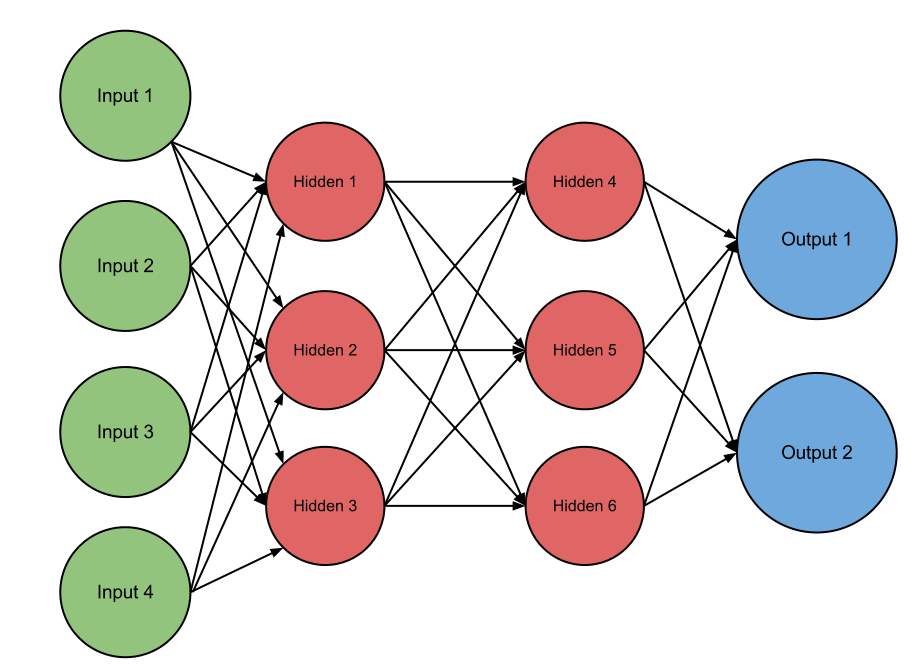
Przykład sieci neuronowej jednokierunkowej

Jednokierunkowa sieć neuronowa – sieć neuronowa w której przepływ sygnałów odbywa się wyłącznie w kierunku od wejścia (poprzez ewentualne warstwy ukryte) do wyjścia. Wykluczony jest przepływ sygnałów w drugą stronę, co powoduje, że sieci tego typu są przeciwstawiane sieciom rekurencyjnym.
Sieci spełniające wyżej podany warunek nazywane są sieciami jednokierunkowymi albo sieciami typu feedforward. Sam przepływ sygnałów w jednym kierunku (od wejścia do wyjścia) nie przesądza jeszcze o rodzaju sieci i zasadzie jej działania, gdyż wśród jednokierunkowych sieci neuronowych wyróżnić można między innymi wielowarstwowe perceptrony (sieci MLP), sieci radialne (RBF), sieci uogólnionej regresji (GRNN), probabilistyczne sieci neuronowe (PNN) i inne.
W praktyce autorzy najczęściej utożsamiają nazwę sieci jednokierunkowej z siecią typu MLP.